# Горски лястовици
Горските лястовици (Artamidae), наричани също лястовичи сврачки, са семейство дребни до средно големи птици от разред Врабчоподобни (Passeriformes).
Разпространени са главно в гористите райони на Австралазия, Океания и тропическите области на Азия, но някои видове са добре приспособени и в градска среда. Размерите им варират от 19 сантиметра дължина и 40 грама маса при Artamus mentalis и Artamus fuscus до 50 сантиметра и 440 грама при Strepera versicolor. Повечето видове са всеядни.

## Родове
Семейство Artamidae – Горски лястовици
- Подсемейство Artaminae:
  - Artamus
- Подсемейство Peltopsinae:
  - Peltops
- Подсемейство Cracticinae:
  - Cracticus
  - Gymnorhina
  - Melloria
  - Strepera